# Der Bettenstudent oder: Was mach’ ich mit den Mädchen?
Der Bettenstudent oder: Was mach’ ich mit den Mädchen? ist ein deutscher Spielfilm von Michael Verhoeven aus dem Jahr 1970 nach dem Roman Und sowas lebt von Finn Søeborg und Werner Lüning. Wie mehrere andere Filme nach dem Erfolg von Zur Sache, Schätzchen spielt er vor dem Hintergrund von in Schwabing lebenden intellektuellen Nichtstuern.

## Handlung
Christof Müller fährt als angehender Student mit dem Zug von Augsburg nach München. Bereits beim Immatrikulieren wird er von dem Lebenskünstler „Sportsfreund“ abgefangen, der ihn in so manche Universitäts-Interna einführt. Zusammen mit „Justus von Liebig“ betreibt er eine Agentur für studentische Härtefälle, meistens wird aber nur getrunken und geblödelt.
Christof wohnt bei seiner Cousine Brigitte, die hinter ihm her ist und mit ihm intim wird. Zwischendurch soll er die kleine Fee ausführen und geht mit ihr in den Zoo. Weil das Mädchen nicht allein auf die Damentoilette will, muss er mitgehen und erntet üble Verdächtigungen der Passanten.
Eigentlich hat Christof es aber auf die Studentin Nicci abgesehen. Es gelingt ihm, seine Unterlagen für die Uni zu manipulieren und in Niccis Nachbarhaus einzuziehen. Schließlich hat er den gewünschten Erfolg bei Nicci.

## Weiteres
Uraufführung des 1969 gedrehten Films war am 2. Januar 1970 in München, Universum. Erst am 11. April 2002 wurde er bei VOX erstmals im Fernsehen gezeigt.
Der Hauptdarsteller Christof Wackernagel schloss sich später der Rote Armee Fraktion an und verbüßte dafür eine langjährige Gefängnisstrafe. Danach gelang es ihm, wieder in seinen Beruf als Schauspieler zurückzukehren.

## Kritiken
„Leichte Komödie mit satirischen Seitenhieben auf Zustände an deutschen Universitäten in den 60er Jahren.“

„Als ‚frisch und frech‘ wurde das Werk seinerzeit angepriesen. Und tatsächlich: Regisseur Michael Verhoeven („Mutters Courage“) drehte mit seinem zweiten Film eine anarchistische Schwabing-Gaudi, die sich über Sexfilmchen, trendige Parolenschwinger und ewig Gestrige lustig macht. – Dufte: Schön schnodderiger 70er-Jahre-Ulk.“

„Lustspiel aus einem Stilgemisch bisweilen gekonnter Selbstironie, aktuell ernsthaften Bezügen und banalen Vorurteilen. Mäßig unterhaltend.“